# Tauraa Marmouyet
Tauraa Marmouyet (10 febbraio 1991) è un calciatore francese nato a Tahiti, difensore del Tefana.

## Carriera
Con il Tefana ha giocato 4 partite nella OFC Champions League 2010-2011 e 6 partite nell'edizione successiva.